# CATT

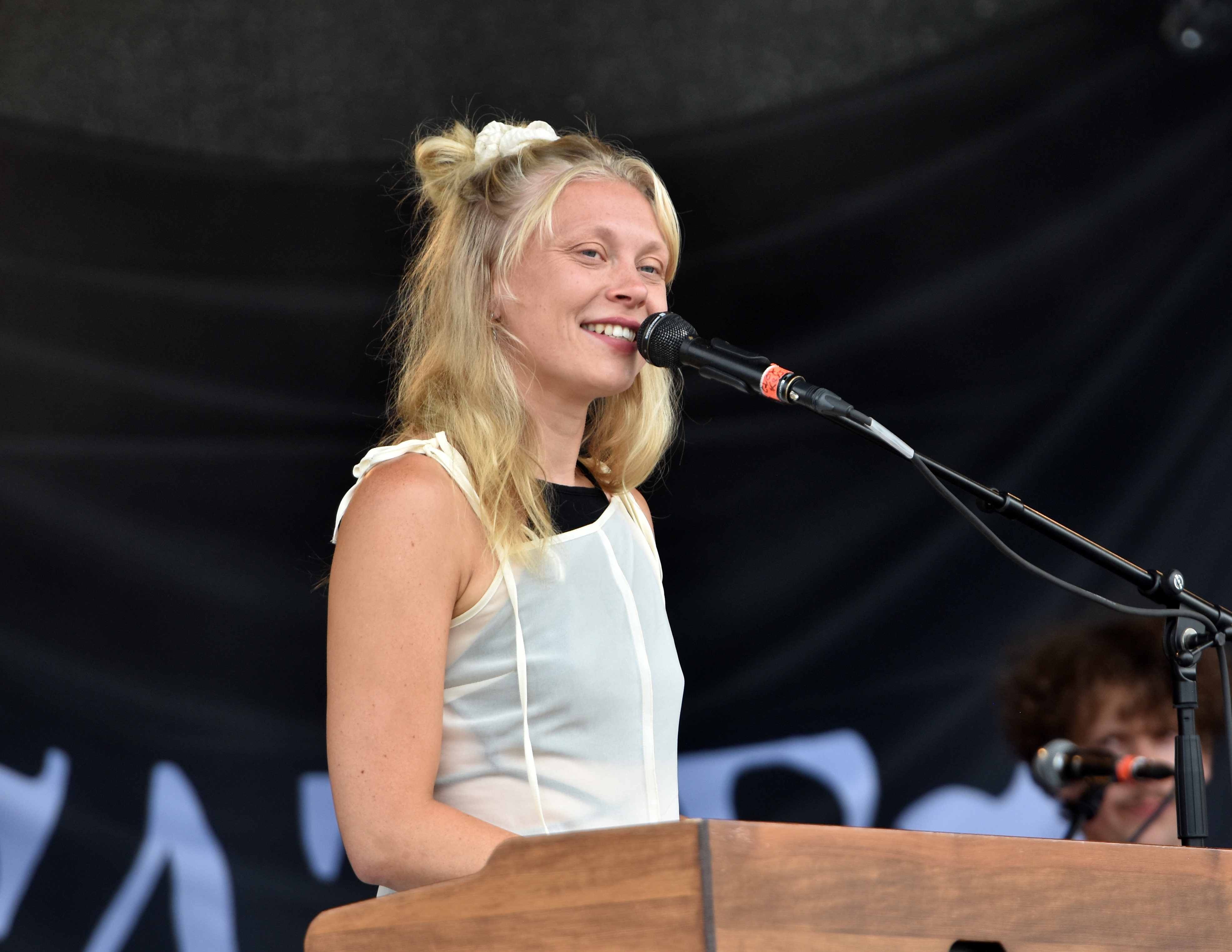
CATT auf dem Burg-Herzberg-Festival 2024.

CATT  (bürgerlich Catharina Schorling; geb. 1995 oder 1996) ist eine deutsche Sängerin, Musikerin, Songwriterin und Musikproduzentin.

## Leben und Wirken
Catharina Schorling wuchs im Wendland auf und spielte seit ihrer Kindheit Klavier und Posaune. Später brachte sie sich selbst Horn, Trompete und Gitarre bei.
Nach bestandenem Abitur studierte Schorling zunächst Musikproduktion in Berlin. Sie arbeitete als Studio- und Livemusikerin und begann schließlich, eigene Songs zu schreiben.
2018 stellte sie den Song Moon online. 2019 erschien ihre Debüt-EP gleichen Titels auf dem Berliner Indielabel Listenrecords. CATT wurde die „nächste deutsche Pophoffnung“ genannt.
Im November 2020 brachte CATT das Album Why, Why auf den Markt, das überwiegend während eines Artist-in-Residence-Programms in der ehemaligen Villa von Roger Willemsen in Hamburg entstand. Das Album erhielt positive Kritiken.

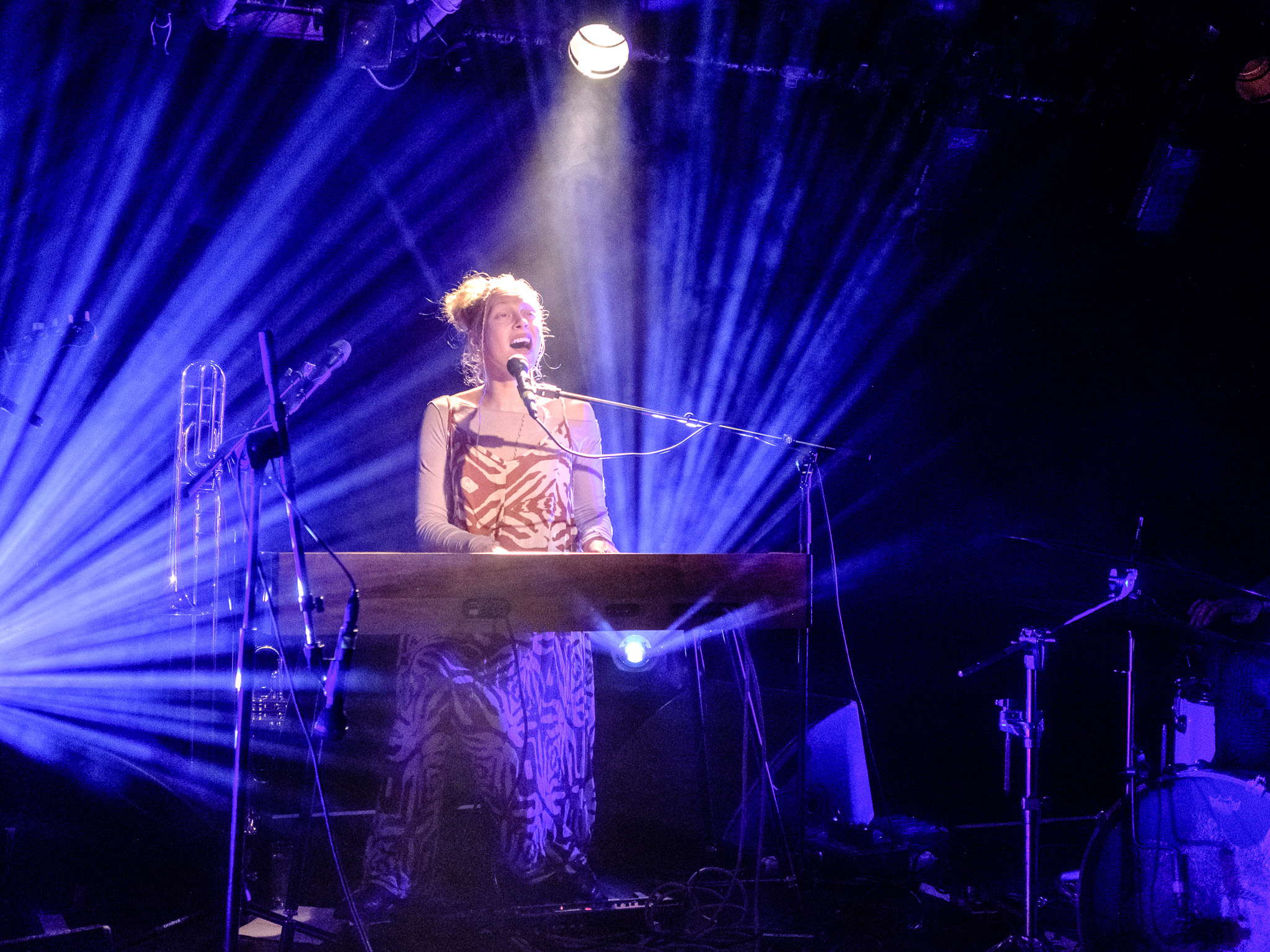
CATT im Posthof (Linz), 2023

Im September 2022 erschien die Single Wild Heart. Das laut Westzeit „gleichermaßen simple wie geniale“ Stück war der Vorbote von CATTs zweiten Album Change (Listenrecords), welches im März 2023 erschien und ebenfalls positive Kritiken einsammelte. „Sie findet zu einem Pop-Sound, der voller, gereifter und energiegeladener daherkommt“, befand Radio Eins und kürte Change zum Album der Woche. Erstmals erhielt die Musik von CATT auch international Airplay und Aufmerksamkeit und wurde u. a. in der renommierten britischen Zeitschrift Uncut besprochen.
Im März 2023 wurde CATT von Spotify als „Equal Artist Of The Month“ ausgezeichnet und in einer großen Werbung auf dem New Yorker Times Square präsentiert. Inzwischen tourt sie international und spielt Konzerte in Deutschland, Österreich, der Schweiz, Italien und den Niederlanden. Für die 2023er Ausgabe der vom Verband unabhängiger Musikunternehmer*innen verliehenen VIA Awards wurde CATT als „Bester Act“ und mit Change für das „Beste Album“ ausgezeichnet.

## Kooperationen und Nebenprojekte
CATT wirkt immer wieder auf den Aufnahmen anderer Acts mit und spielte für Balbina, Lea, Niels Frevert, Mar Malade und einigen mehr. Sie begleitete unter anderem Judith Holofernes und Sarah Connor auf Tour. Zuletzt spielte sie zusammen mit Musikern wie Francesco Wilking, Karl die Große und Moritz Krämer unter dem Projekttitel „Artur & Vanessa“ ein Album ein.
CATTs Musik ist auf Netflix in der Serie Partner Track zu hören und ihr Stück Curve A Line war Soundtrack der Kaufland-Weihnachtskampagne 2022.

## Diskografie
Alben
- 2019: Moon
- 2020: Why, Why
- 2023: Change
- 2025: A Different Life

EPs
- 2021: Why, Why (Acoustic)
- 2023: Change (Acoustic Recordings)

Singles
- 2018: Moon
- 2018: Away
- 2018: Sea
- 2019: Curiosity
- 2020: Again
- 2020: Willow Tree
- 2020: Curve A Line
- 2020: Surface
- 2021: How Can I Become (String Version)
- 2021: Shades (Piano Version)
- 2021: Again (Vocal Version)
- 2022: Wild Heart
- 2022: Spell Me Free
- 2022: I’m The Wind
- 2023: No One Ever Tells You
- 2023: Automatic Stop
- 2024: Nothing Changes
- 2024: Jungle Of Abundance
- 2024: You Came Through A Star
- 2025: Mystery
- 2025: Mirror